# Ręka szponiasta
Ręka szponiasta – objaw występujący w przebiegu całkowitego uszkodzenia nerwu łokciowego. Charakteryzuje się nadmiernym wyprostowaniem palca IV i V w stawach śródręczno-paliczkowych oraz zgięciem w stawach międzypaliczkowych bliższych. Odwodzenie i przywodzenie palców jest zniesione, palec V ustawiony jest w odwiedzeniu, przywodzenie kciuka jest upośledzone.